# Made in London
| Recensione | Giudizio |
| ---------- | -------- |
| Rockol     | 7/10     |

Made in London è il terzo album in studio della cantante italiana Noemi, pubblicato il 20 febbraio 2014 dalla Sony Music.

## Descrizione
L'album è stato interamente realizzato a Londra, sotto la produzione dalla cantante stessa, e si compone di undici brani, tra cui i due brani presentati al Festival di Sanremo 2014, Bagnati dal sole e Un uomo è un albero.
Per la promozione del disco la cantante ha intrapreso il Made in London tour, svoltosi nei teatri italiani tra aprile e maggio 2014 e in seguito da fine giugno a inizio settembre.

## Tracce
1. Acciaio – 4:04 (Veronica Scopelliti, Paul Statham)
2. Sempre in viaggio – 3:12 (Veronica Scopelliti, Shelly Pool, Ben Adams)
3. Passenger – 3:43 (Jamie Hartman)
4. Se tu fossi qui – 3:29 (Diego Mancino, Dario Faini)
5. Don't Get Me Wrong – 3:36 (Veronica Scopelliti, Dimitri Tvokoi)
6. Bagnati dal sole – 3:33 (Veronica Scopelliti, Richard Frenneaux, Caroline Ailin)
7. Tutto l'oro del mondo – 3:50 (Daniele Magro)
8. Per cosa vivere – 3:24 (Veronica Scopelliti)
9. Un fiore in una scatola – 3:57 (Veronica Scopelliti, Luca Chiaravalli)
10. Un uomo è un albero – 3:16 (Veronica Scopelliti, Dario Faini, Diego Mancino)
11. Alba – 2:59 (Veronica Scopelliti, Electric)

## Classifiche

### Classifiche settimanali
| Classifica (2014) | Posizione massima |
| ----------------- | ----------------- |
| Italia            | 2                 |

### Classifiche di fine anno
| Classifica (2014) | Posizione |
| ----------------- | --------- |
| Italia            | 79        |